# مقاطعة تشيبيوا (ولاية ويسكونسن)
مقاطعة تشيبيوا هي مقاطعة في ويسكونسن، بلغ عدد سكانها 62٬415  نسمة، في 2010، عاصمتها شبوا فولز، تبلغ مساحتها 2٬697 كيلومتر مربع.

## الموقع
تشترك في الحدود مع:
- مقاطعة راسك
- مقاطعة يو كلير
- مقاطعة دون (ولاية ويسكونسن)
- مقاطعة كلارك
- مقاطعة تايلور (ويسكونسن)
- مقاطعة بارون (ولاية ويسكونسن).

## التقسيمات الإدارية
- شبوا فولز.